# Condado de Buffalo (Dakota del Sur)
El condado de Buffalo (en inglés: Buffalo County, South Dakota), fundado en 1873, es uno de los 66 condados en el estado estadounidense de Dakota del Sur. En el 2000 el condado tenía una población de 2032 habitantes en una densidad poblacional de 2 personas por km². La sede del condado es Gann Valley.. Es el condado más pobre de Estados Unidos por ingresos per cápita, según la Oficina Federal de Estadística de dicho país. El desempleo alcanza el 57 % y muchos hogares carecen de cocina y/o agua corriente.

## Geografía
Según la Oficina del Censo, el condado tiene un área total de 1262 km² (487,3 mi²), de la cual 1219 km² (470,7 mi²) es tierra y 44 km² (17,0 mi²) es agua.

### Condados adyacentes
- Condado de Hand - noreste
- Condado de Jerauld - este
- Condado de Brule - sur
- Condado de Lyman - oeste
- Condado de Hyde - noroeste

## Demografía
En el 2000 la renta per cápita promedia del condado era de $12 692, y el ingreso promedio para una familia era de $14 167. El ingreso per cápita para el condado era de $5213. En 2000 los hombres tenían un ingreso per cápita de $18 650 versus $19 554 para las mujeres. Alrededor del 56.90 % de la población estaba bajo el umbral de pobreza nacional.
| 1900 | 1910 | 1920 | 1930 | 1940 | 1950 | 1960 | 1970 | 1980 | 1990 | 2000 | Est. 2008 |
| ---- | ---- | ---- | ---- | ---- | ---- | ---- | ---- | ---- | ---- | ---- | --------- |
| 1790 | 1589 | 1715 | 1931 | 1853 | 1615 | 1547 | 1739 | 1795 | 1759 | 2032 | 2142      |

## Ciudades y pueblos
- Fort Thompson
- Crow Creek
- Municipio de Elvira
- Gann Valley
- North Buffalo
- Southeast Buffalo

## Mayores autopistas
- Carretera de Dakota del Sur 34
- Carretera de Dakota del Sur 45
- Carretera de Dakota del Sur 47
- Carretera de Dakota del Sur 50